# Zartau
Zartau ist ein Wohnplatz der Stadt Klötze im Altmarkkreis Salzwedel in Sachsen-Anhalt.

## Geografie
Der Wohnplatz liegt etwa vier Kilometer südlich von Klötze und 2,5 Kilometer nördlich von Quarnebeck im Landschaftsschutzgebiet Zichtauer Berge und Klötzer Forst.

## Geschichte
Die erste Erwähnung des Ortes als Dorf stammt aus dem Jahre 1430, als dat halue dorpp to Sartow als brandenburgisches Lehen der Familie von Plate genannt wird. Beim Verkauf innerhalb der Familie von der Schulenburg im Jahre 1554 war der Ort bereits wüst.
Wilhelm Zahn schreibt 1909: „Nach der Verödung des Dorfes ist die gesamte Feldmark vom Wald überwachsen. Die von der Schulenburg erbauten später, wahrscheinlich im 18. Jahrhundert, auf der Wüstung ein Forsthaus, welches den Namen Zartau erhielt und 1804 nur 3 Einwohner hatte. Im Jahre 1849 traten die von der Schulenburg-Beetzendorf das Forstrevier Zartau tauschweise gegen das Forstrevier Lüdelsen an den Forstfiskus ab. Es bildet nun ein Revier und ist Unterförsterei des königlichen Forstes Clötze.“
Heiland lokalisiert das wüste Dorf anhand einer Forstflurkarte von 1764 an der Stirnfront eines großen, eingewannigen Hochackersystems, etwa 500 Meter östlich des Forsthauses.
Ab 1885 wird der Ort als Wohnplatz im Gutsbezirk Clötze aufgeführt. Mit der Vereinigung des Gutsbezirks Forst Klötze mit der Stadt Klötze am 1. Dezember 1928 kam Zartau zur Stadt Klötze.

### Einwohnerentwicklung
| Jahr | Einwohner |
| ---- | --------- |
| 1789 | 4         |
| 1798 | 3         |
| 1801 | 3         |
| 1818 | 6         |

| Jahr | Einwohner |
| ---- | --------- |
| 1871 | 5         |
| 1885 | 7         |
| 1895 | 6         |
| 1905 | 6         |

## Wirtschaft und Infrastruktur
- Der Forstbetrieb im Ort ist eine Ausbildungsstätte des Betreuungsforstamt „Westliche Altmark“ in Klötze.[8]
- Der Klötzer Waldtag (Tag des Waldes) findet jährlich im Herbst statt.[9]
- Zartau ist Messstandort für eine Hintergrundstation des Luftüberwachungssystems Sachsen-Anhalt (LÜSA) vom Landesamt für Umweltschutz in Magdeburg.[10]